# Viện Công nghệ Thông tin, Đại học Quốc gia Hà Nội
Viện Công nghệ Thông tin, Đại học Quốc gia Hà Nội là một Viện nghiên cứu thành viên của Đại học Quốc gia Hà Nội, được thành lập từ năm 2001 trên cơ sở tổ chức lại Đại học Quốc gia Hà Nội. Viện có trụ sở tại nhà E3, 144 đường Xuân Thủy, Cầu Giấy, Hà Nội. 

## Quá trình thành lập
- Được thành lập theo Quyết định số 14/2001/QĐ-TTg ngày 12/02/2001 của Thủ tướng Chính phủ trên cơ sở sắp xếp lại các trường đại học, viện nghiên cứu và các đơn vị trực thuộc Đại học Quốc gia Hà Nội theo quyết định số 14/2001/QĐ-TTg ngày 12/02/2001 của Thủ tướng Chính phủ. Đơn vị tiền thân của Viện Công nghệ Thông tin là Viện Đào tạo Công nghệ Thông tin Việt Nam (VITTI). [2]

- Viện Đào tạo Công nghệ Thông tin (đơn vị tiền thân của Viện Công nghệ Thông tin) được thành lập theo QĐ số 262/TCCB ngày 3/6/1997 của Giám đốc Đại học Quốc gia Hà Nội. Viện Đào tạo Công nghệ Thông tin được thành lập để thực hiện dự án ODA “Hợp tác kỹ thuật Nhật – Việt về đào tạo Công nghệ Thông tin Việt Nam”. Dự án này được ký kết ngày 21/3/1997 giữa tổ chức JICA của Nhật Bản và Đại học Quốc gia Hà Nội, thực hiện trong khoảng thời gian từ năm 1997 đến năm 2002.

## Chức năng & nhiệm vụ
Viện Công nghệ Thông tin có sứ mệnh đào tạo chuyên gia chất lượng cao ở bậc tiến sỹ và tham gia đào tạo đại học và sau đại học thuộc lĩnh vực công nghệ thông tin với các trường đại học và các đơn vị trực thuộc trong Đại học Quốc gia Hà Nội; nghiên cứu khoa học, triển khai ứng dụng, tư vấn và chuyển giao công nghệ trong lĩnh vực công nghệ thông tin – truyền thông góp phần phát triển kinh tế - xã hội của đất nước; đào tạo kỹ năng nghề nghiệp, bồi dưỡng, nâng cao trình độ khoa học, công nghệ, phổ cập công nghệ mới cho các doanh nghiệp, đơn vị, cá nhân trong và ngoài nước. 

## Tầm nhìn & Mục tiêu
Ngày 3/12/2024, Giám đốc Đại học Quốc gia Hà Nội (ĐHQGHN) đã ban hành Quyết định số 5547/QĐ-ĐHQGHN về việc phê duyệt Đề án phát triển Viện Công nghệ Thông tin, ĐHQGHN đến năm 2030. Cùng với việc phê duyệt Đề án vị trí việc làm, số người làm việc và cơ cấu chức danh nghề nghiệp viên chức của Viện CNTT, Đề án phát triển Viện CNTT đến năm 2030 đã xác định mục tiêu của Viện CNTT đến năm 2030 là “Trở thành viện nghiên cứu và đào tạo xuất sắc, thuộc nhóm dẫn đầu trong lĩnh vực công nghệ thông tin và bán dẫn tại Việt Nam; trong đó, một số lĩnh vực thế mạnh của Viện vươn tầm quốc tế, đóng góp thiết thực vào sự nghiệp phát triển khoa học công nghệ, kinh tế – xã hội của đất nước.” 

## Tổ chức & Đội ngũ
Thực hiện Nghị quyết 18 về việc tái cấu trúc tổ chức theo hướng tinh gọn, hiệu quả và thực hiện Đề án phát triển đến năm 2030, Viện Công nghệ Thông tin đã sắp xếp lại các đơn vị, hiện có 5 đơn vị nghiên cứu và phát triển công nghệ:  
1. Trung tâm Nghiên cứu An ninh và An toàn Thông tin (CISS)
2. Trung tâm Nghiên cứu Thiết kế Vi mạch và Ứng dụng (CICA)
3. Trung tâm Nghiên cứu tiên tiến quốc tế về Trí tuệ nhân tạo ứng dụng (AIRC)[5]

Bên cạnh đó, Viện Công nghệ Thông tin còn có các phòng chức năng, trung tâm dịch vụ:
1. Phòng Khoa học Công nghệ và Đào tạo
2. Phòng Hành chính Tổng hợp
3. Trung tâm Đào tạo và chuyển giao công nghệ

Và các phòng thí nghiệm nghiên cứu:
1. Phòng thí nghiệm Chính phủ điện tử
2. Phòng thí nghiệm Trí tuệ nhân tạo và Internet vạn vật (AIoT)
3. Phòng thí nghiệm Hệ thống tích hợp thông minh (SISLAB)

Đội ngũ các nhà khoa học của Viện Công nghệ Thông tin đang triển khai nhiều hoạt động nghiên cứu, đề tài, dự án cấp nhà nước, cấp bộ ngành, cấp ĐHQGHN và quốc tế liên quan đến các vấn đề công nghệ quan trọng như: khoa học dữ liệu; trí tuệ nhân tạo (AI); thực tại ảo/thực tại tăng cường (VR/AR); xử lý ảnh/video; an toàn thông tin; blockchain; Internet vạn vật (IoT); hệ thống nhúng; thiết kế vi mạch và FPGA, thiết kế bảo mật cho RFID…

## Lãnh đạo Viện
Viện trưởng
- GS.TS. Trần Xuân Tú

Phó Viện trưởng
- TS. Lê Quang Minh
- PGS.TS. Lê Hoàng Sơn

## Ban lãnh đạo Viện các thời kỳ
| Giai đoạn         | Viện trưởng                                         | Phó Viện trưởng |
| ----------------- | --------------------------------------------------- | --- |
| 1999 - 2001       | PGS.TS. Nguyễn Hữu Xý                               | PGS.TS. Nguyễn Đình Hóa |
| 2001 - 2007       | GS.TSKH. Đinh Dũng                                  | PGS.TS. Nguyễn Đình Hóa |
| 2008 – 06/2009    | GS.TS. Nguyễn Hữu Đức (Phụ trách Viện)              | PGS.TS. Nguyễn Đình Hóa PGS.TS. Nguyễn Việt Hà                                                                                     |
| 07/2009 – 12/2010 | PGS.TS. Nguyễn Ngọc Bình (Phụ trách Viện)           | PGS.TS. Nguyễn Đình Hóa PGS.TS. Phạm Bảo Sơn (từ 05/2010) PGS.TS. Nguyễn Ái Việt                                                   |
| 2011 – 2015       | PGS.TS. Nguyễn Ái Việt                              | PGS.TS. Phạm Bảo Sơn (đến 05/2013) PGS.TS. Đỗ Năng Toàn (từ 08/2014) TS. Đinh Văn Dũng ThS. Đào Kiến Quốc (từ 10/2013 đến 12/2014) |
| 2016 – 02/2020    | PGS.TS. Đỗ Năng Toàn                                | PGS.TS. Nguyễn Hà Nam (từ 02/2017) TS. Đinh Văn Dũng                                                                               |
| 02/2020 – 12/2020 | TS. Đinh Văn Dũng (Phó Viện trưởng, Phụ trách Viện) | PGS.TS. Nguyễn Hà Nam |
| 12/2020 – nay     | GS.TS. Trần Xuân Tú                                 | PGS.TS. Nguyễn Hà Nam (đến 09/2021) TS. Lê Quang Minh (04/2023 - nay) PGS.TS. Lê Hoàng Sơn (05/2023 - nay)                         |